# Unione Sportiva Inveruno
L'A.S.D. Accademia Inveruno (storicamente Unione Sportiva Inveruno, comunemente Inveruno) è una società calcistica italiana con sede nel comune di Inveruno (MI).
Fondata nel 1945, è per tradizione sportiva il maggior sodalizio del comune di appartenenza, vantando quale maggior risultato della propria storia una decina di partecipazioni alla Serie D.
Nel 2020, a seguito di una retrocessione dalla D all'Eccellenza, ha ceduto il proprio titolo sportivo e ne ha acquistato un altro, ripartendo dalla Promozione con un nuovo nome.
Nella stagione 2025-2026 milita in Promozione, sesto livello del campionato italiano di calcio.

## Storia
Al termine della seconda guerra mondiale, tra la primavera e l'estate del 1945 un gruppo di giovani inverunesi rientrati dal fronte o dai campi di prigionia, accomunati dalla passione per il gioco del calcio, costituirono l'Unione Sportiva Inveruno, adottando come colore sociale il grigio. Primo presidente fu Giuseppe "Peppino" Vago.
Iscrittasi al campionato lombardo di Prima Divisione (quarto livello della piramide calcistica italiana), la squadra primeggiò nel proprio girone, vedendo poi sfumare la promozione alle finali regionali.
Dopo alcuni campionati interlocutori, nel 1951-1952 l'Inveruno venne ammesso per la prima volta ex officio alla Promozione: seguì un'immediata retrocessione e un'altrettanto immediata risalita (stavolta sul campo) al termine del biennio 1953-1954.
I successivi quattro anni di militanza in Promozione vedono i grigi (via via rafforzati da nuovi innesti in rosa) proporsi come squadra di vertice: è in questa fase che alla presidenza subentra Angelo Belloli, che al fine di richiamare il gonfalone comunale sostituisce il colore sociale col giallo canarino. L'affermazione (in quello che era frattanto stato ridenominato Campionato Lombardo Dilettanti) arriva nel 1957-1958, dando accesso all'Interregionale e alla poule per lo Scudetto Dilettanti (ove l'Inveruno arriva fino alla semifinale, che vede prevalere il Leffe, vittorioso in casa per 4-0 e sconfitto al ritorno per 3-0).
Nella massima divisione dilettantistica (poi ridenominata Serie D) l'Inveruno entra presto in difficoltà: inserita in girone con squadre liguri, piemontesi e valdostane, la squadra fatica a far quadrare i bilanci (dati i maggiori costi a fronte di scarsi ricavi) ed è poco seguita dai tifosi, sovente incapaci di sobbarcarsi le trasferte più lunghe. Nel 1962-1963 (complice il disimpegno di Belloli) arriva la retrocessione.
Un nuovo rimpasto societario porta alla presidenza Pippo Alliata, al quale si deve l'ultimo e definitivo cambio dell'identità sociale, con l'adozione dei colori giallo e blu. I frequenti cambi di allenatore e l'ampio turnover nella rosa non sortiscono però l'effetto di rilanciare le ambizioni dell'Inveruno: per ri-assistere a un campionato di vertice occorre attendere il 1971-1972, ove il secondo posto alle spalle del Besozzo riporta la squadra in Promozione. Seguono poi una retrocessione, una risalita e un'ulteriore relegazione, che dà il via a un nuovo periodo difficile: nella nuova Prima Categoria l'Inveruno sprofonda nella bassa classifica e al termine del campionato 1980-1981 solo il ripescaggio lo salva dalla Seconda Categoria.
A questo punto il nuovo presidente Pietro Salmoiraghi vara una progressiva ristrutturazione societaria: partendo dal vivaio, le squadre vengono riallestite puntando molto su giocatori locali. Il livello riprende a crescere e nell'annata 1986-1987 l'Inveruno vince il campionato e torna in Promozione. I problemi di budget però non tardano a ripresentarsi e nel 1992-1993 si ridiscende in Prima Categoria.
In tale campionato si resta fino al 2005-2006, ove due promozioni consecutive proiettano i gialloblù in Eccellenza, con annessa vittoria in Coppa Italia di Promozione. Tra il 2009 e il 2012 si mantiene nei piani alti dell'Eccellenza Lombardia, ottenendo 2 terzi posti e un 2°, venendo eliminata due volte ai play-off. Nel 2011, inoltre, vince la Coppa Italia di Eccellenza Lombardia.
Nel 2013, dopo aver vinto nuovamente la fase regionale di Coppa Italia Dilettanti, riesce a primeggiare nel girone A di Eccellenza, tornando (a 50 anni esatti dall'ultima apparizione) in Serie D.
Nella prima stagione di "ritorno" nella massima serie amatoriale i gialloblù accedono subito ai playoff di ripescaggio, poi persi contro l'Olginatese; segue un'annata trascorsa a metà classifica, indi tre consecutive in cui l'Inveruno, pur proponendosi come squadra competitiva e ambiziosa, non riesce a centrare le posizioni d'accesso agli spareggi post-stagionali. L'Inveruno rimarrà in D fino alla stagione 2019-2020, quando non riesce ad evitare la retrocessione in Eccellenza, campionato che tuttavia non disputerà, poiché il presidente Roberto Simonini decide la cessione del titolo sportivo al Club Milano di Pero.
La storia gialloblù continua grazie ad un nuovo gruppo dirigente guidato dal presidente Massimo Frigerio, che nell'incertezza durante il COVID subentra all'ex presidente Simonini garantendo così continuità: nasce così l'Accademia Inveruno, che rileva simbolo e colori della cessata Unione Sportiva Inveruno e riparte dal campionato di Promozione. La nuova società punta da subito sul settore giovanile garantendosi per il primo anno il titolo di squadra più giovane del proprio girone. L'anno successivo, come squadra più giovane di tutta la Regione Lombardia alla fine del campionato 2022-2023 retrocede in Prima Categoria.

## Colori e simboli

### Colori
I colori sociali dell'Inveruno sono il giallo e il blu: la loro disposizione sulla prima maglia ha conosciuto diverse soluzioni nel corso del tempo, sicché non è possibile identificare un template privilegiato rispetto ad altri. È attestato l'uso di maglie palate, partite o fasciate nei due colori, nonché di soluzioni ove si osserva una tinta prevalere sull'altra (ad esempio casacche a base blu ornate da un "palo" laterale giallo, oppure da righe sfalsate egualmente gialle).

### Simboli

#### Inno
L'inno ufficiale della squadra è dal 2017 il brano Onora la tua città, scritto e interpretato dal rapper inverunese DJ Puri.

## Strutture

### Stadio
La prima squadra e la selezione juniores dell'Inveruno gioca le proprie gare interne allo stadio comunale di Inveruno, ubicato al confine meridionale del comune, in direzione di Mesero. L'impianto, dal 2014 intitolato alla memoria del fu vice-sindaco Luigino Garavaglia, dispone di un'unica tribuna (parzialmente coperta) da 500 posti, sita sul lato occidentale del terreno di gioco. Qui inoltre la società ha la propria sede legale e operativa.
Altro campo sportivo a beneficio dei gialloblù è quello di via Alessandro Manzoni, di dimensioni più contenute rispetto al "Garavaglia": in passato sede principale delle attività sociali (ivi comprese le gare interne della prima squadra), è stato poi "declassato" a sede distaccata del settore giovanile inverunese.

### Centro di allenamento
Le selezioni societarie svolgono la preparazione presso vari impianti ubicati sia nel territorio comunale d'appartenenza che al di fuori: la prima squadra si allena di norma a Bienate presso il campo sportivo di via Piero Gobetti, la juniores al campo dell'oratorio inverunese di San Gaetano, il resto del settore giovanile tra il già citato campo di via Manzoni e il campo sportivo scolastico di via Cadorna a Magenta.

## Società

### Settore giovanile
Il settore giovanile gialloblù ha la sua sede centrale al centro sportivo di via Manzoni a Inveruno. Oltre alla sede centrale, le selezioni giovanili si allenano e giocano anche al campo sportivo dell'oratorio di San Gaetano (sempre a Inveruno) e al campo scolastico di via Cadorna a Magenta.

## Palmarès

### Competizioni regionali
- Eccellenza: 1

2012-2013 (girone A)
- Coppa Italia Dilettanti Lombardia: 2

2010-2011, 2012-2013
- Campionato Dilettanti: 1

1957-1958 (girone C)
- Prima Categoria: 4

1973-1974 (girone G) 1986-1987, 2004-2005, 2024-2025 (girone N)
- Promozione: 1

2005-2006
- Prima Divisione: 1

1945-1946 (girone N)